# Harry Handworth
Harry Handworth (1878 – New York, 22 marzo 1916) è stato un regista e attore statunitense.

## Biografia
Nato a Brooklyn probabilmente nel 1892, ebbe una breve carriera cinematografica, lavorando come regista. Interpretò anche due film, uno nel 1914, l'altro nel 1916. Esordì nella regia nel 1914, dirigendo The Toll of Mammon.

### Vita privata
Il regista morì nel 1916 di polmonite. Nel 1905, aveva sposato l'attrice Octavia Handworth; dal matrimonio era nata la figlia Elsie (1907-1994).

## Filmografia
- The Toll of Mammon (1914)
- The Path Forbidden (1914)
- When Fate Leads Trump (1914)
- In the Shadow (1915)
- My Lost One (1915)
- The Kidnapped Stockbroker - cortometraggio (1915)
- Youth - cortometraggio (1915)
- Anselo Lee - cortometraggio (1915)
- The Gypsy Trail - cortometraggio (1915)
- The Question (1916)
- Artie, the Millionaire Kid (1916)